# Steve Vai
Steven Siro Vai (Carle Place, 6 de junio de 1960) es un guitarrista, compositor y productor musical estadounidense. Ha vendido más de 15 millones de álbumes, ha ganado tres premios Grammy y ha sido nominado otras doce veces a dicho galardón.
Después de iniciar su carrera como transcriptor de música para Frank Zappa, Vai grabó y estuvo de gira en la banda de Zappa de 1980 a 1982. También ha grabado y realizado giras con Public Image Ltd, Alcatrazz, David Lee Roth y Whitesnake. Comenzó su carrera como solista en 1983 y ha grabado once álbumes.  Vai ha sido un miembro regular del G3 tour que comenzó en 1995. En 1999, Vai comenzó su propio sello discográfico Favored Nations, con la intención de mostrar como él lo describe, "... a los artistas que han alcanzado el nivel de rendimiento más alto en sus instrumentos elegidos ".
Ocupa el puesto n°10 de la lista los mejores guitarristas de todos los tiempos, publicada por la revista Guitar World.

## Biografía

### Inicios
Steve Vai es descendiente de inmigrantes italianos afincados en Carle Place en el condado de Nassau - Nueva York. Durante su juventud, Vai se interesó en grandes del rock como Jimmy Page, Brian May, Alice Cooper y Jimi Hendrix que fomentó su interés en aprender guitarra. Antes de ingresar en la Berklee College of Music, Vai tomó lecciones con el guitarrista en ascenso Joe Satriani y tocó en muchas bandas locales. Durante este tiempo adquiere la influencia de guitarristas como Jeff Beck y el guitarrista de fusión Allan Holdsworth.

### Carrera
Nacido el 6 de junio de 1960 en Long Island, Nueva York (cumplió seis años el sexto día del sexto mes de 1966, como así comentó en la introducción de su libro de transcripciones de Frank Zappa).
A los doce años, Steve es atraído por el instrumento que luego iba a ser su profesión: la guitarra. Esto hace que empiece a tomar clases, con Joe Satriani quien tenía dieciséis años. Es aquí donde empieza la carrera de Vai como guitarrista.
Steve Vai conquistó el reconocimiento general trabajando para el legendario músico, productor y compositor Frank Zappa. Al principio Vai solo le hacía las transcripciones de sus partes de guitarra. Cumplidos sus veinte años Frank le pidió a Vai que se uniera a la banda. Cuenta una anécdota que Steve le dijo: "Frank, yo quiero ser como tú“, a lo que Zappa respondió: “Imposible, eres demasiado joven para ser calvo".
A principios de los años 1980 abandonó la banda de Zappa y grabó su primer disco como solista, "Flex-Able", y reemplazó a Yngwie J. Malmsteen como guitarra solista en Alcatrazz. Poco tiempo después saca su segundo disco solista "Flex-Able Leftovers" con temas grabados durante la preparación de su primer disco pero finalmente no incluidos. Entonces se unió al antiguo front-man de Van Halen, David Lee Roth para grabar dos álbumes, "Eat them and smile" y "Skyscraper", además de una versión en español del primero titulada "Sonrisa salvaje".
En 1986 saltó a la pantalla grande apareciendo en el legendario duelo final de la película Crossroads ("Cruce de caminos" o "Encrucijada"), del director Walter Hill, donde hizo el papel del guitarrista del diablo llamado Jack Butler enfrentándose en un duelo guitarrístico a un joven guitarrista virtuoso de la escuela de Julliard, interpretado por  Ralph Macchio (famoso por su papel en Karate Kid). En esta película Vai interactúa interpretando su parte con Ry Cooder, que interpreta la parte de Ralph Macchio, y William Kanengiser interpretando las partes de guitarra clásica, incluyendo "Eugene's Trick Bag" compuesta por William Kanengiser la primera mitad de los arpegios y la segunda mitad por el mismo Vai, basándose en el Capricho n.º 5 de Paganini. El duelo de crossroads fue interpretado en conciertos en vivo junto a Mike Keneally.
Posteriormente tocó para Whitesnake y el mítico cantante David Coverdale en el álbum Slip of the tongue (1989) y en 1990 grabó su tercer álbum "Passion and Warfare" obteniendo la atención mundial en su carrera como solista. Por estas fechas gana un Grammy por su participación en el disco tributo a Zappa "Zappa's Universe", por su solo en "Sofa", siendo criticado por varios músicos otorgándole el reconocimiento a Mike Keneally, por su participación en ese disco.
En 1991 participó junto a Joe Satriani entre otros en el concierto Leyendas de la Guitarra organizado con motivo de la celebración de la Exposición Universal de Sevilla 1992.
En 1993 aparece el álbum titulado Sex & Religion, con una formación nueva, Devin Townsend (voz), Terry Bozzio (batería) y T.M.Stevens (bajo). Deja de lado el estilo solista con una dinámica más de banda. Se trata de un disco mayoritariamente vocal, y en parte polémico por el contenido de sus letras.
En el año 1995 Steve graba un álbum titulado "Alien Love Secrets", del cual, posteriormente presenta una versión en DVD con los vídeos de las canciones que componen este álbum. El disco se compone de siete temas instrumentales, y fue grabado en seis semanas. 
En septiembre de 1996 se edita "Fire Garden". Encarnando una nueva banda y estilo. Un extenso disco de 18 temas, tratándose la primera mitad de temas instrumentales y la segunda incorporando canciones cantadas, y afianzándose Steve en su faceta de cantante.
También en 1996 participa en la gira llamada G3 junto a Joe Satriani (el organizador) y Eric Johnson, donde le acompaña Mike Keneally en los teclados y guitarra. Se graba un disco en vivo del mismo nombre. 

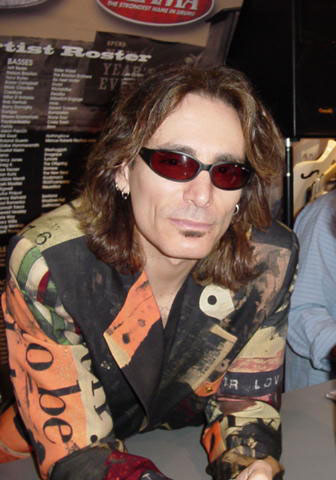
Steve Vai.

Llegando a mitad del año 1999, aparece el disco The Ultra Zone, en gran parte instrumental, con cinco temas cantados. Se trata de un disco compuesto de trece temas bastante variados.
En el año 2000 Steve Vai graba su primer disco en vivo, Alive in an ultra World, presentando canciones que caracterizan los países que el visitó en la gira de The Ultra Zone.
Un segundo disco G3 con el virtuoso de la guitarra Yngwie J. Malmsteen se graba en el 2003.
Más adelante, en el 2004, Steve Vai lanza su segundo disco en vivo, "Live In Astoria: London", donde selecciona grabaciones de sus actuaciones en el Astoria en Londres, recopilándolas en este disco. Realizó una vez más con Joe Satriani, una gira G3, teniendo en esta oportunidad como invitado al legendario Robert Fripp.
Su álbum editado en 2005 se titula Real Illusions: Reflections y para presentarlo realizó una gira mundial con músicos de gran categoría, como Tony Macalpine (guitarra y teclados), Billy Sheehan (bajo), Jeremy Colson (batería y percusión) y Dave Weiner (guitarra eléctrica y acústica), en ese mismo año participa en un nuevo G3 al lado de Satriani y John Petrucci.
En 2006 participa en un tour homenaje a Frank Zappa, organizado por el hijo de este último, Dweezil.
En 2007 graba el álbum doble "Sound Theories Vol. I & II".
Vai junto a la marca de guitarras Ibanez crea en 1986 la serie JEM, diseñando también la primera guitarra de siete cuerdas para la marca, llamada Ibanez Universe UV77MC. También junto a Ibanez se desarrollaron las primeras y únicas guitarras de tres mástiles, denominadas JEM Tripleneck. La utilización en vivo de este tipo de guitarras (en el G3 del 2003) marca la pauta del nivel que ha alcanzado Steve. En el 2000 junto a Carvin crea según sus especificaciones su propia serie de amplificadores llamada Legacy.
Hoy en día, Steve es uno de los principales representantes de Ibanez a nivel mundial, y ha logrado que dicha fábrica se convierta en una de las de mayores y más importantes a nivel mundial, gracias a su promoción de la misma usando sus modelos Signature. El 24 de octubre de 1997, tocó en vivo en la fiesta de celebración del 90 Aniversario de Ibanez, evento que se llevó a cabo en la Nissin Power Station en Japón, con la colaboración de la prestigiosa marca de baterías Tama. Este evento incluyó a dos importantes estrellas de la guitarra: el legendario Paul Gilbert y Andy Timmons, quien formaba parte de la alineación de la banda que tocaría en dicho evento. Tanto Gilbert como Timmons son dos de los más reconocidos guitarristas en la actualidad y ambos son usuarios de guitarras Ibanez, teniendo sus propios modelos Signature al igual que Vai.

## Estilo musical
Aunque las contribuciones de Vai a otros materiales se han visto obligadas en gran parte por el estilo rock o heavy metal, su propio material es algo más ecléctico. El estilo de Vai se ha caracterizado como movido y angular, debido a su conocimiento profundo de la teoría musical, su facilidad y magnífica técnica con el instrumento.

## Equipo

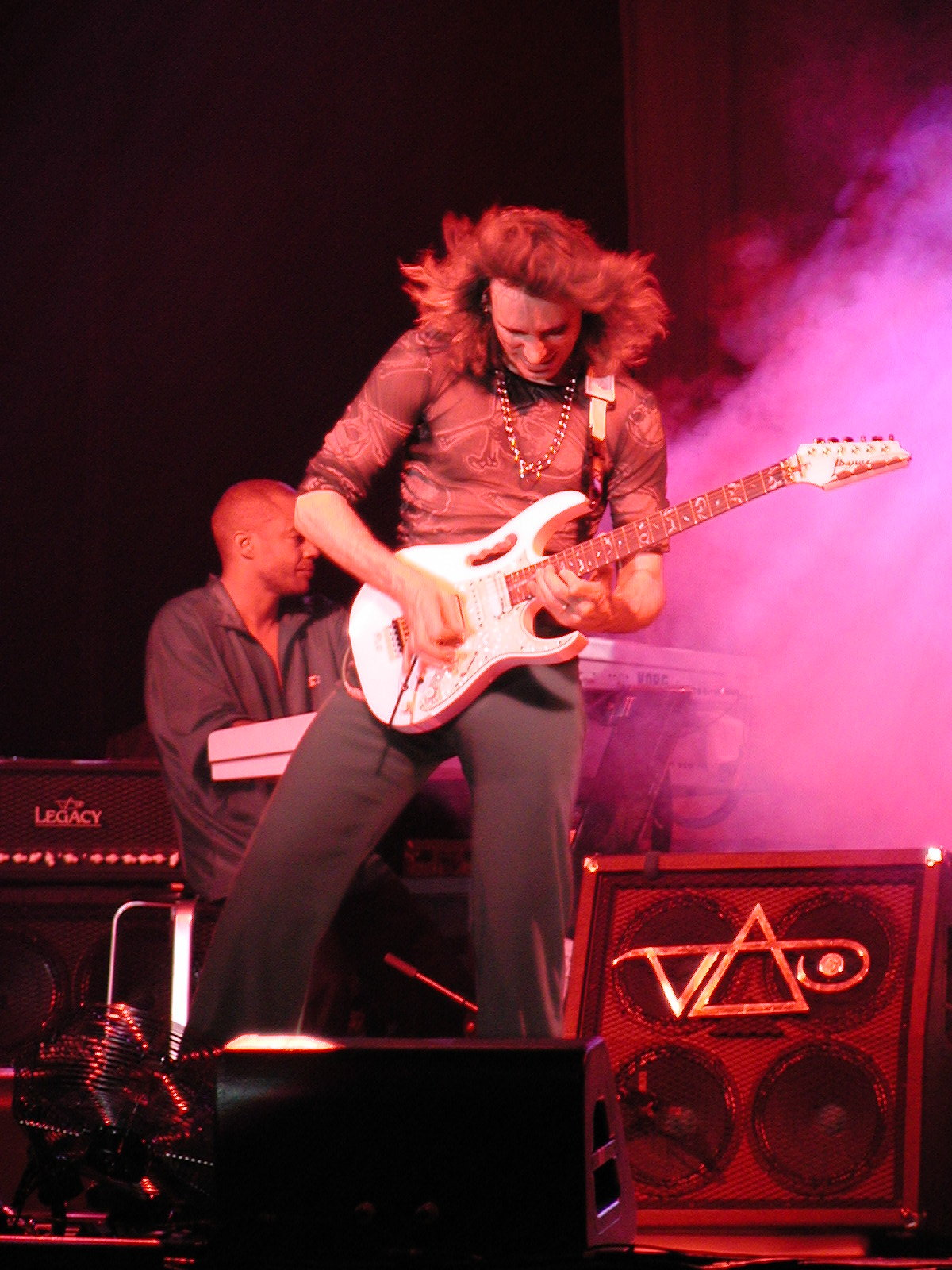
Vai en una actuación con su Ibanez.

Vai es un productor de estudio realizado, (es dueño de dos: "The Mothership"  y "The Harmony Hut" ) en sus grabaciones combina el poder de su guitarra signature con un uso importante del estudio y sus efectos de grabación, como el Eventide H3000 ultra harmonizer y de Digidesign, el Pro Tools HD.
En cuanto a su guitarra, ayudó en el diseño de su serie de guitarras signature, Ibanez JEM. Estas tienen una agarradera (comúnmente llamada como "monkey grip") en la parte superior del cuerpo de la guitarra. Tiene tres pastillas: una humbucker en el puente, una single coil en medio y otra humbucker en mástil. Todas son diferentes modelos (Evolution, Breed y EVO 2) de la marca DiMarzio. También usa el sistema denominado "Ibanez's Edge locking tremolo system". Steve también equipa muchas de sus guitarras con un tope de Ibanez , un estabilizador de tremolo. Un modelo de guitarra de 7 cuerdas fue diseñado por él bajo el nombre de Ibanez Universe. También tiene un modelo signature de guitarra acústica Ibanez, Euphoria. Antes de usar Ibanez Steve había probado con Jackson guitars pero el contrato solo duró dos años.
Steve Vai también trabajó con Carvin Guitars and Pro Audio para desarrollar una línea de amplificadores para guitarra. Vai quería crear un amplificador que tuviera sonido único y equilibrado, versátil y adaptable a cualquier guitarra, cosa que no había podido conseguir con otros amplificadores.
A lo largo de su larga carrera musical, ha utilizado y ha diseñado un arsenal de guitarras. Hasta hizo poner su ADN dentro de la pintura de una de sus guitarras signature, la JEM2KDNA[cita requerida]. Solamente 300 de estas guitarras fueron fabricadas. Actualmente usa sobre todo su JEM7V blanca, la cual lleva escrito en un pedazo de cinta las letras "Evo", principalmente para diferenciarla de su guitarra gemela "Flo", aunque "Flo" lleva un sustainer Fernandes.
Entre su ejército de guitarras cuenta con "Mojo", una guitarra de acrílico que tiene incorporadas luces internas ; una guitarra de tres cuellos, la cual tiene las mismas características que sus guitarras JEM7V. Su mástil superior cuenta con doce cuerdas, el del medio es una guitarra típica de seis cuerdas y el mástil inferior no tiene trastes y cuenta con un sustainer Fernandes Sustainer. Esta última guitarra fue utilizada durante la gira del G3 en el 2003 tour, para la ejecución de I Know You're Here. Los pedales de Vai incluyen un Boss DS-1 modificado, un Ibanez Tube Screamer,  un Morley Bad Horsie, un Korg Pandora PRX4, un Morley Little Alligator Volume pedal, un Digitech Whammy, y un MXR Phase 90. Actualmente utiliza su propio módulo de preamplificador el cual es fabricado por Synergy Amps, además de ser usuario de Axe FX de Fractal Audio Systems.  Recientemente fue lanzado su nuevo modelo Signature la Ibanez PIA, equipada con cápsulas Dimarzio.

## Películas
- La música de Steve Vai ha tenido cabida en varias películas como Dudes y Ghosts of Mars.
- Apareció en pantalla en 1986 en la película Crossroads, protagonizada por Ralph Macchio, interpretando al guitarrista endemoniado Jack Butler. En el clímax de la película, Vai se enfrenta en un duelo de guitarras con Macchio, cuyas partes del duelo fueron hechas por Vai y Ry Cooder, quien toca la parte inicial con slide al comienzo del duelo y las otras performances de Macchio al comienzo de la película. La pieza con la que Macchio gana la competencia, es una pieza neoclásica llamada Eugene's Trick Bag también compuesta por Vai. El tema está basado sobre el Capricho n.º 5 de Niccolò Paganini. Steve Vai utilizó el riff de apertura del tema Head Cuttin' Duel para el tema llamado Bad Horsie de su EP de 1995 Alien Love Secrets. Más tarde el trabajo realizado por Vai en Crossroads y otras películas reaparecería en 2002, formando parte de álbum The Elusive Light and Sound, volume 1.
- En la película Bill & Ted's Bogus Journey el riff introductorio Kiss' God Gave Rock 'N Roll To You II como el tema interpretado en la batalla de bandas fue escrito e interpretado por Vai.
- También compuso la banda de sonora de PCU (1994), e hizo contribuciones en el 2001 para las películas de John Carpenter, Ghosts of Mars, tocando los temas Ghosts of Mars y Ghost Poppin. Su tema I'm the Hell Outta Here puede ser escuchado durante el filme Encino Man cuando Brendan Fraser está tomando sus lecciones de conducir.

## Filantropía
En 2005, Vai se anotó como sustentador oficial de Little Kids Rock, una organización sin fines de lucro que provee instrumentos de música y clases sin costo a jóvenes de las escuelas públicas en los Estados Unidos. Su nombre figura en la lista de directores como miembro honorario.
Es también fundador de la fundación Make A Noise que provee instrumentos y formación musical a niños sin acceso a ello.

## Favored Nations
Vai es dueño de Favored Nations, una compañía de grabación y publicación de música que se especializa en procurar y mantener internacionalmente músicos. Favored nations está dividida en tres secciones, 'Favored Nations', 'Favored Nations Acoustic' y 'Favored Nations Cool (Jazz style)'
Los artistas actuales en Favored Nations incluye a Yngwie Malmsteen, Eric Johnson, Tommy Emmanuel, Vernon Reid, Andy Timmons, The Yardbirds, Larry Coryell, Mimi Fox, Eric Sardinas, Dweezil Zappa, Dave Weiner y Johnny A.

## Vida personal
Vai está casado con Pia Maiocco, exbajista de Vixen (miembro desde 1984 a 1986, antes de la época dorada de la banda a partir de su primer disco publicado en 1988). Steve y Pia tienen dos hijos, Julian Angel y Fire. En su tiempo libre Vai disfruta del cuidado de abejas, cuya miel es vendida para su fundación Make a Noise.

## Discografía

### Álbumes en solitario
- Flex-Able (1984)
- Flex-Able Leftovers (1984)
- Passion and Warfare (1990)
- Sex & Religion (1993)
- Alien Love Secrets (1995)
- Fire Garden (1996)
- The Ultra Zone (1999)
- The Seventh Song (2000)
- Alive in an Ultra World (2001)
- The Elusive Light and Sound, Vol. 1 (2002)
- The Infinite Steve Vai: An Anthology (2003)
- Real Illusions: Reflections (2005)
- Sound Theories (2007)
- Where The Wild Things Are (2009)
- The Story of Light (2012)
- Modern Primitive (2016)
- Inviolate (2022)
- Vai/Gash (2023)

### Apariciones en álbumes de Zappa
| Año  | Álbum                                           | Crédito               |
| ---- | ----------------------------------------------- | --------------------- |
| 1981 | Tinsel Town Rebellion                           | Guitarra rítmica, voz |
| 1981 | Shut Up 'n Play Yer Guitar                      | Guitarra rítmica      |
| 1981 | You Are What You Is                             | Guitarra              |
| 1982 | Ship Arriving Too Late to Save a Drowning Witch | Guitarra              |
| 1983 | The Man from Utopia                             | Guitarra              |
| 1984 | Them or Us                                      | Guitarra              |
| 1984 | Thing-Fish                                      | Guitarra, voz         |
| 1985 | Frank Zappa Meets the Mothers of Prevention     | Guitarra              |
| 1987 | Jazz from Hell                                  | Guitarra              |
| 1988 | Guitar                                          | Guitarra              |
| 1988 | You Can't Do That on Stage Anymore Sampler      | Guitarra              |
| 1988 | You Can't Do That on Stage Anymore, Vol. 1      | Guitarra              |
| 1989 | You Can't Do That on Stage Anymore, Vol. 3      | Guitarra              |
| 1991 | You Can't Do That on Stage Anymore, Vol. 4      | Guitarra, voz         |
| 1991 | Beat the Boots I: As An Am                      | Guitarra              |
| 1992 | You Can't Do That on Stage Anymore, Vol. 5      | Guitarra              |
| 1992 | You Can't Do That on Stage Anymore, Vol. 6      | Guitarra              |
| 1995 | Strictly Commercial                             | Guitarra              |
| 1997 | Have I Offended Someone?                        | Guitarra              |
| 1998 | Cheap Thrills                                   | Guitarra              |
| 1999 | Son of Cheep Thrills                            | Guitarra, voz         |

### Con otros artistas
| Año  | Artista                                   | Álbum                                     |
| ---- | ----------------------------------------- | ----------------------------------------- |
| 1985 | Heresy                                    | At The Door                               |
| 1985 | Alcatrazz                                 | Disturbing the Peace                      |
| 1985 | Public Image Ltd.                         | Album                                     |
| 1986 | Bob Harris                                | The Great Nostalgia                       |
| 1986 | Shankar & Caroline                        | The Epidemics                             |
| 1986 | David Lee Roth                            | Eat 'Em and Smile / Sonrisa Salvaje       |
| 1986 | Randy Coven                               | Funk Me Tender                            |
| 1986 | Western Vacation                          | Western Vacation                          |
| 1988 | David Lee Roth                            | Skyscraper                                |
| 1989 | Whitesnake                                | Slip of the Tongue                        |
| 1990 | Rebecca                                   | The Best of Dreams                        |
| 1991 | Alice Cooper                              | Hey Stoopid                               |
| 1994 | Whitesnake                                | Whitesnake's Greatest Hits                |
| 1995 | Ozzy Osbourne                             | Ozzmosis                                  |
| 1996 | Wild Style                                | Cryin'                                    |
| 1997 | Munetaka Higuchi con Dream Castle         | Free World                                |
| 1997 | Joe Satriani / Eric Johnson / Steve Vai   | G3: Live in Concert                       |
| 1997 | David Lee Roth                            | The Best                                  |
| 1998 | Gregg Bissonette                          | Gregg Bissonette                          |
| 1998 | Al Di Meola                               | The Infinite Desire                       |
| 1999 | Joe Jackson                               | Symphony No. 1                            |
| 2000 | Whitesnake                                | The Back to Black Collection              |
| 2000 | Gregg Bissonette                          | Submarine                                 |
| 2000 | Thana Harris                              | Thanatopsis                               |
| 2001 | Robin DiMaggio                            | Blue Planet                               |
| 2001 | Billy Sheehan                             | Compression                               |
| 2002 | Tak Matsumoto                             | Hana                                      |
| 2003 | Surinder Sandhu                           | Saurang Orchestra                         |
| 2003 | Eric Sardinas                             | Black Pearls                              |
| 2003 | Steve Lukather & Friends                  | SantaMental                               |
| 2003 | Hughes Turner Project                     | HTP 2                                     |
| 2003 | Shankar & Gingger                         | One In A Million                          |
| 2003 | Yardbirds                                 | Birdland                                  |
| 2004 | Joe Satriani, Steve Vai, Yngwie Malmsteen | G3: Live - Rockin' In The Free World      |
| 2004 | Motörhead                                 | Inferno                                   |
| 2004 | Bob Carpenter                             | The Sun, The Moon, The Stars              |
| 2004 | Mike Keneally                             | Vai: Piano Reductions, Vol. 1             |
| 2005 | John 5                                    | Songs for Sanity                          |
| 2005 | Dave Weiner                               | Live at Astoria DVD                       |
| 2005 | Joe Satriani, Steve Vai, John Petrucci    | G3: Live in Tokyo                         |
| 2006 | The Devin Townsend Band                   | Synchestra                                |
| 2006 | Marty Friedman                            | Loudspeaker                               |
| 2006 | Meat Loaf                                 | Bat out of Hell III: The Monster Is Loose |
| 2007 | Aki Rahimovski                            | U vremenu izgubljenih                     |
| 2007 | Dream Theater (voz hablada)               | Systematic Chaos                          |
| 2007 | Eros Ramazzotti (guitarra)                | E2                                        |
| 2009 | Orianthi                                  | Believe                                   |

### Bandas sonoras
| Año  | Banda sonora               | Tipo                               |
| ---- | -------------------------- | ---------------------------------- |
| 1986 | Crossroads                 | Original Motion Picture Soundtrack |
| 1987 | Dudes                      | Original Motion Picture Soundtrack |
| 1991 | Bill & Ted's Bogus Journey | Original Motion Picture Soundtrack |
| 1992 | Encino Man                 | Original Motion Picture Soundtrack |
| 1994 | PCU                        | Original Motion Picture Soundtrack |
| 1997 | Formula 1                  | Original Video Game Soundtrack     |
| 2001 | Ghosts of Mars             | Original Motion Picture Soundtrack |
| 2004 | Halo 2 Soundtrack Volume 1 | Original Video Game Soundtrack     |
| 2006 | Halo 2 Soundtrack Volume 2 | Original Video Game Soundtrack     |

### Recopilaciones
| Año  | Artista | Compilación                                                  |
| ---- | ------- | ------------------------------------------------------------ |
| 1989 | Various | Guitar's Practicing Musicians                                |
| 1993 | Various | Zappa's Universe                                             |
| 1995 | Various | In From The Storm                                            |
| 1996 | Various | Songs of West Side Story                                     |
| 1997 | Various | A Guitar Christmas                                           |
| 1997 | Various | Angelica                                                     |
| 1999 | Various | Radio Disney Kid Jams                                        |
| 2001 | Various | Roland Guitar Masters                                        |
| 2002 | Various | Guitars For Freedom                                          |
| 2002 | Various | Warmth In The Wilderness Vol. II - A Tribute to Jason Becker |
| 2004 | Various | Halo 2 Original Soundtrack                                   |
| 2006 | Various | Monsters of Rock                                             |